# Семёнова, Людмила Николаевна
Людми́ла Никола́евна Семёнова (по мужу — Филонова; 17 февраля 1899, Санкт-Петербург — 25 мая 1990, Москва) — советская актриса. Звезда советского кино 1920-х годов.

## Биография
Окончила киношколу Б. В. Чайковского в 1920 году и студию при театре Н. М. Фореггера «Мастфор» в Москве.
Начинала в свою карьеру в качестве танцовщицы театра «Мастфор» Николая Фореггера-фон-Грейфентурна, где на неё и обратили внимание Григорий Козинцев и Леонид Трауберг. Они предложили ей главную роль Вальки в фильме «Чёртово колесо» (1926), благодаря которой Семёнова стала одной из ведущих актрис советского немого кино.
В 1927 году снялась в культовом фильме «Третья Мещанская» (роль Людмилы). В зарубежном прокате фильм назывался «Любовь втроём» и «Софа и кровать».
С середины 1930-х Семёнова снималась только в эпизодах: считалось, что она, как и многие актёры немого кино, не смогла адаптироваться с приходом звука. На самом деле перерыв в карьере актрисы был связан с её замужеством.
В 1935 году она вышла замуж за офицера Красной Армии Георгия Николаевича Филонова и была с мужем по месту его службы вплоть до его гибели в 1943 году.
С 1945 по 1958 год работала актрисой Театра-студии Киноактёра.
В последние годы принимала активное участие в организации «Дома ветеранов Кино» в Матвеевском, куда и переехала в 1977 году.
Скончалась 25 мая 1990 года в возрасте 91 года. Похоронена на Востряковском кладбище, уч. 32.

## Фильмография
1. 1926 — Чёртово колесо — Валька
2. 1926 — Северное сияние — жена пристава
3. 1927 — С. В. Д. — дама в игорном доме
4. 1927 — Третья Мещанская — Люда, жена
5. 1927 — Мой сын — соседка Суриных
6. 1928 — Золотой клюв — шинкарка
7. 1928 — Норд-Ост —Ольга Гурова
8. 1929 — Обломок империи — Наталья, жена контуженного солдата Филимонова
9. 1929 — Новый Вавилон — танцовщица с моноклем
10. 1929 — Смертный номер — жена бухгалтера Сидорова
11. 1930 — Женщина в лесу — Людмила
12. 1930 — Саша — Фенька
13. 1930 — Чужой берег — Зинка
14. 1931 — Разгром — Варвара
15. 1933 — Моя Родина — проститутка Людмила
16. 1944 — В шесть часов вечера после войны — зенитчица
17. 1944 — Человек № 217 — немка
18. 1944 — Юбилей — шансонетка
19. 1946 — Старинный водевиль — старшая тётушка
20. 1948 — Молодая гвардия — хозяйка квартиры Любы Шевцовой
21. 1954 — Анна на шее — княгиня
22. 1955 — За витриной универмага — эпизод
23. 1956 — Посеяли девушки лён — Лариса Ивановна
24. 1957 — Дорогой бессмертия — секретарь редакции
25. 1960 — Каток и скрипка — учительница музыки
26. 1961 — День, когда исполняется 30 лет — эпизод
27. 1961 — Две жизни — горожанка
28. 1961 — После бала — мать Вареньки
29. 1967 — Анна Каренина — дама в театре

## Награды
- Медаль «За трудовую доблесть» (6 марта 1950 года) — за выдающиеся заслуги в развитии советской кинематографии, в связи с 30-летием[7].